# Acronicta lapathi
Acronicta lapathi là một loài bướm đêm trong họ Noctuidae.